# Bathyplectes tibiator
Bathyplectes tibiator là một loài tò vò trong họ Ichneumonidae.